# Kamerun na zimowych igrzyskach olimpijskich
Reprezentacja Kamerunu na zimowych igrzyskach olimpijskich po raz pierwszy wystartowała podczas igrzysk w Salt Lake City 2002 roku. Wtedy to barwy narodowe Kamerunu reprezentował jeden i jak dotychczas jedyny zawodnik reprezentujący Kamerun na zimowych igrzyskach olimpijskich - Isaac Menyoli. Jest to jak dotąd jedyny start Kamerunu na zimowych igrzyskach olimpijskich.

## Klasyfikacja medalowa
| Miejsce             | Złoto | Srebro | Brąz | Razem |
| ------------------- | ----- | ------ | ---- | ----- |
| 2002 Salt Lake City | 0     | 0      | 0    | 0     |

## Medaliści zimowych igrzysk olimpijskich z Kamerunu

### Złote medale
Brak

### Srebrne medale
Brak

### Brązowe medale
Brak